# Furuby
Furuby è un'area urbana della Svezia situata nel comune di Växjö, contea di Kronoberg.
La popolazione risultante dal censimento 2010 era di 372 abitanti .